# Greg Noll
Pour les articles homonymes, voir Noll.
Greg Noll (né le 11 février 1937 à San Diego en Californie et mort le 28 juin 2021 ) également connu sous son surnom "Da Bull", est l'un des pionniers du surf.

## Biographie
Jeune homme malingre, se faisant souvent chahuter à l'école, il découvre le surf à Manhattan Beach. Attiré par le mode de vie des surfeurs, Greg Noll fait partie de la première grande migration de Californiens, attirés par les vagues de Makaha, vers Hawaii.
C'est désormais un homme très musclé, au cou de bœuf, ce qui lui vaut son surnom de « Bull », en plus de son style reconnaissable entre tous ainsi que son short rayé noir et blanc. Mais Makaha ne lui suffit plus, il décide d'explorer le North Shore et découvre le « spot » de Waimea Bay. Il a aussi ouvert un magasin de surf. 
Mais son nom restera à jamais gravé comme celui de l'homme ayant surfé la plus grosse vague du XXe siècle, le 4 décembre 1969. C'est un jour de tempête sur le Pacifique Nord et après quelques tergiversations, il décide de se lancer à Makaha et surfe la plus grosse vague jamais atteinte en ramant. Ce jour-là, il effectua son take off et réussit à descendre au bas de la vague et puis tout s'effondra. Aucune photo n'a été prise, juste le souvenir de quelques surfeurs qui étaient présents sur la plage.
À la fin des années 1970, il ferme son magasin et ouvre une poissonnerie industrielle. Mais avec le retour des longboards, il retrouve une activité de shaper de surf.